# Lophonotidia
Lophonotidia é um gênero de traça pertencente à família Arctiidae.